# Rage Racer
Rage Racer (レイジレーサー?, Reiji Rēsā) è un simulatore di guida sviluppato e pubblicato da Namco nel 1996 per PlayStation.

## Modalità di gioco
Visivamente il gioco assume un approccio diverso rispetto ai precedenti titoli. Infatti sembra più realistico e ha una combinazione di colori più scura prendendo molto da uno dei precedenti giochi arcade della serie, ossia Rave Racer. Per la prima volta nella serie c'è un avanzato sistema di Carriera per giocatore singolo, che utilizza i crediti. Il giocatore può ottenere crediti dalle gare vinte, che possono essere utilizzati per acquistare nuove auto o potenziare quelle già in proprio possesso. Nella modalità Grand Prix le corse sono divise in cinque classi, e l'obiettivo del giocatore è quello di posizionarsi tra i primi tre in tutti i circuiti di ogni classe per passare alla classe successiva. Se il giocatore vince tutte e tre le gare in una classe usando il giusto grado di auto (per esempio un'auto di Grado 1 in Classe 1) il trofeo d'oro per quella classe viene guadagnato, altrimenti il giocatore passa semplicemente alla classe successiva. Quando il giocatore ha completato le cinque classi del Grand Prix, viene sbloccato l'Extra Grand Prix che consente di gareggiare gli stessi eventi del Grand Prix normale, ma con i percorsi invertiti. Oltre a sbloccare l'Extra Grand Prix, il giocatore riceverà 999.999.999 crediti per riacquistare tutte le auto e aggiornarle al Grado 5.
Dopo aver terminato la Classe 5 nell'Extra Grand Prix, viene sbloccata la Classe 6. Le gare della Classe 6 sono guidate sulle piste normali (non invertite) presentano solo quattro avversari speciali, anziché gli undici normali affrontati in tutte le altre classi, sulla falsariga dei "duelli" presenti in tutti i capitoli della serie. Inoltre questo è il primo gioco della serie che consente al giocatore di gareggiare con un pick-up, ma è possibile usarlo solo con la trasmissione manuale (lo stesso principio si applica ad altri veicoli sbloccabili).

## Accoglienza
IGN ha concluso: "non è un brutto gioco, l'abbiamo appena visto prima (e anche prima)". Jeff Gerstmann di GameSpot gli ha assegnato un punteggio di 7.6/10, descrivendolo come "un sequel eccezionale", ma ha aggiunto "speriamo che Namco affronti i problemi di collisione nel loro prossimo capitolo", un riferimento agli arresti non realistici nel gioco. L'Official PlayStation Magazine ha detto che Namco era riuscito a sviluppare ulteriormente il loro gioco e ha elogiato i percorsi e il numero di auto, prima di concludere "l'esperienza di pick-up-and-play dei resti originali, solo ora c'è più longevità a causa dell'incentivazione a progredire attraverso le classi e passare alle auto più veloci". Il gioco ha raggiunto la quinta posizione nella classifica delle vendite nel Regno Unito.